# Distretto di Ciechanów
Il distretto di Ciechanów (in polacco powiat ciechanowski) è un distretto polacco appartenente al voivodato della Masovia.

## Geografia antropica

### Suddivisioni amministrative
Il distretto comprende 9 comuni.
- Comuni urbani: Ciechanów
- Comuni urbano-rurali: Glinojeck
- Comuni rurali: Ciechanów, Gołymin-Ośrodek, Grudusk, Ojrzeń, Opinogóra Górna, Regimin, Sońsk